# Pseudeuchaeta major
Pseudeuchaeta major är en kräftdjursart som först beskrevs av Wolfenden 1906.  Pseudeuchaeta major ingår i släktet Pseudeuchaeta och familjen Aetideidae. Inga underarter finns listade i Catalogue of Life.